# 運命人
「運命人」（うんめいびと）は、2009年8月26日にリリースされた、タイナカサチの10枚目のシングル。
本作は歌詞・曲共に作詞家・作曲家によるもので、カップリングの「RE:TRAIN」はタイナカの作詞・作曲。「運命人」は翌月発売されるアルバム『Destiny』からの先行シングルカット曲であるが、カップリングの「RE:TRAIN」は未収録。編曲は両曲共に樹海の出羽良彰が担当している。

## 収録曲
1. 運命人
  - 作詞：渡辺なつみ、作曲：山元祐介、編曲：デワヨシアキ
  - TVK『メロjpでいこう!』オープニングテーマ
2. RE:TRAIN
  - 作詞・作曲：タイナカサチ、編曲：デワヨシアキ
3. 運命人-instrumental-
4. RE:TRAIN-instrumental-